# Свято-Покровська церква (Курісове)
Свя́то-Покро́вська це́рква — православний храм у селі Курісове Березівського району Одеської області, збудований родиною Курісів.

## Історія

### Заснування
Після завершення російсько-турецької війни 1787–1791 років землі в Північному Причорномор'ї почали активно роздавати військовим та дворянам. Серед них був підполковник Іван Онуфрійович Куріс, який у лютому 1793 року отримав 6000 десятин землі на правому березі річки Тилігул. Того ж року він почав заселяти ці землі кріпаками зі свого маєтку в селі Луциківка (нині Сумська область) і назвав нову слободу Покровською на честь Покрова Пресвятої Богородиці.
Однією з перших будівель у слободі стала церква, заснована, за даними архієпископа Гавриїла (Розанова), у 1793 році. Спочатку на цьому місці існував молитовний будинок, а згодом Іван Куріс спорудив кам'яний храм. Першим священником у 1796 році став ієрей Кирило Карлецький. До 1810 року штат церкви складався з одного священника.

### Новий храм
До 1820-х років стара церква вже не могла вмістити всіх парафіян. За підтримки Івана Куріса у 1823 році розпочалося будівництво нового, просторішого храму. Ймовірно, його зводили на місці старої церкви, яку довелося розібрати, оскільки на час будівництва богослужіння проводилися у тимчасовому молитовному будинку. Будівництво завершилося у 1824 році, і новий храм був освячений на честь Покрови Пресвятої Богородиці.
Нова церква мала хрестоподібну форму в плані з одним куполом та трьома входами. Будівля була кам'яною, з окремо розташованою дзвіницею. Внутрішнє оздоблення та забезпечення богослужбовими книгами було здійснено коштом Івана Куріса, який також збудував поруч будинки для священника та церковнослужителів.

### Діяльність у XIX – на початку XX століття
Родина Курісів продовжувала опікуватися храмом протягом усього XIX століття. Онук засновника, Іван Іраклійович Куріс, у 1868 році вперше був обраний церковним старостою. У 1890 році він очолив церковно-парафіяльне піклування, до складу якого входили місцеві землевласники, світовий суддя та пристав.
У 1895 році Іван Іраклійович Куріс ініціював масштабний ремонт церкви, яка не оновлювалася з моменту побудови. На кошти, зібрані з парафіян та завдяки значним пожертвам родини Курісів, було оновлено іконостас, замінено купольний хрест та встановлено новий шпиль над каплицею-усипальницею Курісів. Дружина Івана Іраклійовича, Любов Іванівна Куріс (уроджена Гіжицька), пожертвувала всі ікони для іконостасу (на суму 2575 рублів), дарохранительницю та дорогі церковні шати. Парафіяни також робили значні внески: жертвували плащаниці, хоругви, ікони, а на кошти, зібрані колядниками, було придбано нове велике панікадило.
Ремонт храму завершився у 1899 році, вже після смерті Івана Іраклійовича Куріса. Його дружина, Любов Іванівна, продовжила благодійну діяльність, збудувавши новий будинок для священника та заснувавши на власні кошти церковно-парафіяльні школи в сусідніх селах Олександрівка та Капітанівка.
Останнім церковним старостою з роду Курісів був правнук засновника, відставний полковник гвардії Іван Іванович Куріс, який обіймав цю посаду з 1911 по 1915 рік. Родина покинула маєток напередодні революційних подій 1917 року.